# 김다은 (아나운서)
김다은(1990년 7월 4일 ~ )은 대한민국의 KBS울산방송국 아나운서다. 

## 활동
2020년 12월 31일, 2017년부터 3년 넘게 진행하던 TBC의 민방 네트워크 뉴스 진행을 마무리했다. TBC 재직 시절 유튜브 채널에서 다양한 코너에 출연한 것을 볼 수 있다. <다다의 북카페>라는 코너에서는 책 읽어주었다. 다양한 음식을 곁들이며 책을 읽는 모습을 감상할 수 있다.
2022년 4월 4일부터 2023년까지 울산 KBS <라디오세상 울산만사> 진행을 맡았다. 5시 뉴스를 진행한 후 5시 57분까지 진행하는데, 저녁 방송에 어울리는 목소리로 안정적인 진행을 보인다. 실제로 김다은 아나운서가 자리를 비웠을 때의 진행과 비교하면 방송 전체의 느낌이 다르다는 것을 알 수 있다.
울산 KBS 1에서 2022년 4월 1일부터 방송을 시작한 <이용식의 울산시대> 첫 코너인 랭킹뉴스를 진행하고 있다.

## 현재 TV
- 울산 KBS1 <이용식의 울산시대> 랭킹뉴스 진행 2022. 4. 1.~현재
- KBS 7 뉴스 울산
- KBS 9 뉴스 울산

## 과거 TV
- 민방 네트워크 뉴스
- 주말 TBC 8 뉴스
- TBC 대경뉴스광장
- SBS 오 뉴스 네트워크 현장

## 과거 FM
- TBC 저녁종합뉴스
- 라디오세상 울산만사